# Emmelndorf
Emmelndorf – miejscowość w gminie Seevetal w powiecie Harburg w niemieckim kraju związkowym Dolna Saksonia. Należy do gminy Seevetal od 1 lipca 1972 roku, liczy 1 649 mieszkańców (30.06.2008) i należy do średniej wielkości miejscowości gminy.

## Położenie
Emmelndorf jest stopione w jeden organizm od południa z Hittfeld a od północy ma Fleestedt.
Wspólnie z Hittfeld, Helmstorf i Lindhorst tworzą (niem. Ortsrat), czyli radę miejscowości.
W Emmelndorf jest tylko szkoła podstawowa, inne szkoły znajdują są w sąsiadującym Hittfeld.

## Gospodarka
W Emmelndorfie nie ma przemysłu ani centrum handlowego, ale są one za to w zespolonym z nim Hittfeld, a jedna ze stref przemysłowych, mimo że należy do Hittfeld, leży właściwie na terenie Emmelndorf.

## Komunikacja
Miejscowość ma bardzo dobre połączenia komunikacyjne; z autostradą A7 ma dostęp przez węzeł Seevetal-Fleestedt, a do autostrady A1 przez węzeł Seevetal-Hittfeld.